# Elezioni provinciali in Italia del 1997

## Elezioni provinciali del 27 aprile

### Provincia di Mantova
| Candidati                                               | Candidati                                | Voti                           | %    | Liste                               | Voti    | %    | Seggi |
| ------------------------------------------------------- | ---------------------------------------- | ------------------------------ | ---- | ----------------------------------- | ------- | ---- | ----- |
|                                                         | Tiziana Gualtieri Accede al ballottaggio | 92.232                         | 43,4 | Partito Democratico della Sinistra  | 52.925  | 24,9 | 10    |
| Partito della Rifondazione Comunista                    | Tiziana Gualtieri Accede al ballottaggio | 92.232                         | 43,4 | 19.270                              | 9,1     | 4    |       |
| Partito Popolare Italiano - Rinnovamento Italiano - PRI | Tiziana Gualtieri Accede al ballottaggio | 92.232                         | 43,4 | 14.551                              | 6,8     | 3    |       |
| Federazione dei Verdi                                   | Tiziana Gualtieri Accede al ballottaggio | 92.232                         | 43,4 | 5.486                               | 2,6     | 1    |       |
|                                                         | Augusto Manerba Accede al ballottaggio   | 51.487                         | 24,2 | Forza Italia                        | 26.895  | 12,7 | 3     |
| Alleanza Nazionale                                      | Augusto Manerba Accede al ballottaggio   | 51.487                         | 24,2 | 20.557                              | 9,7     | 2    |       |
| CCD - Patto Segni - RSD - Federalisti - Liste civiche   | Augusto Manerba Accede al ballottaggio   | 51.487                         | 24,2 | 4.035                               | 1,9     | -    |       |
| Seggio al candidato presidente                          | Seggio al candidato presidente           | Seggio al candidato presidente | 24,2 | 1                                   |         |      |       |
|                                                         | Davide Boni                              | 51.167                         | 24,1 | Lega Nord                           | 49.373  | 23,2 | 4     |
| Lavoratori Padani                                       | Davide Boni                              | 51.167                         | 24,1 | 1.794                               | 0,8     | -    |       |
| Seggio al candidato presidente                          | Seggio al candidato presidente           | Seggio al candidato presidente | 24,1 | 1                                   |         |      |       |
|                                                         | Bruno Bnà                                | 9.454                          | 4,4  | Mantova al Centro                   | 9.454   | 4,4  | 1     |
|                                                         | Ilario Chiaventi                         | 8.335                          | 3,9  | Socialisti Italiani Uniti (SI - PS) | 8.335   | 3,9  | -     |
| Totale                                                  | Totale                                   | 212.675                        |      |                                     | 212.675 |      | 30    |

1. ↑  Include candidati dei Cristiani Democratici Uniti.

Ballottaggio
| Candidati | Candidati                       | Voti    | %      |
| --------- | ------------------------------- | ------- | ------ |
|           | Tiziana Gualtieri ✔️ Presidente | 100.657 | 58,8   |
|           | Augusto Manerba                 | 70.418  | 41,2   |
| Totale    | Totale                          | 171.075 | 100,00 |

Fonti: Risultati I turno Risultati II turno

### Provincia di Pavia
| Candidati                      | Candidati                             | Voti                           | %    | Liste                                    | Voti    | %    | Seggi |
| ------------------------------ | ------------------------------------- | ------------------------------ | ---- | ---------------------------------------- | ------- | ---- | ----- |
|                                | Silvio Beretta Accede al ballottaggio | 105.038                        | 36,7 | Forza Italia                             | 61.017  | 21,3 | 11    |
| Alleanza Nazionale             | Silvio Beretta Accede al ballottaggio | 105.038                        | 36,7 | 28.395                                   | 9,9     | 5    |       |
| CCD - CDU                      | Silvio Beretta Accede al ballottaggio | 105.038                        | 36,7 | 15.626                                   | 5,5     | 2    |       |
|                                | Cesare Bozzano Accede al ballottaggio | 71.521                         | 25,0 | Partito Democratico della Sinistra       | 47.492  | 16,6 | 3     |
| Partito Popolare Italiano      | Cesare Bozzano Accede al ballottaggio | 71.521                         | 25,0 | 15.576                                   | 5,5     | 1    |       |
| Federazione dei Verdi          | Cesare Bozzano Accede al ballottaggio | 71.521                         | 25,0 | 6.697                                    | 2,3     | -    |       |
| Rinnovamento Italiano          | Cesare Bozzano Accede al ballottaggio | 71.521                         | 25,0 | 1.756                                    | 0,6     | -    |       |
| Seggio al candidato presidente | Seggio al candidato presidente        | Seggio al candidato presidente | 25,0 | 1                                        |         |      |       |
|                                | Enzo Casali                           | 61.615                         | 21,5 | Lega Nord                                | 56.129  | 19,6 | 3     |
| Agricoltura Padana             | Enzo Casali                           | 61.615                         | 21,5 | 5.486                                    | 1,9     | -    |       |
| Seggio al candidato presidente | Seggio al candidato presidente        | Seggio al candidato presidente | 21,5 | 1                                        |         |      |       |
|                                | Giuseppe Abbà                         | 35.353                         | 12,4 | Partito della Rifondazione Comunista (A) | 35.353  | 12,4 | 3     |
|                                | Emiangelo Vercesi                     | 9.748                          | 3,4  | Socialisti Pattisti (B)                  | 9.748   | 3,4  | -     |
|                                | Cesare Brusotti                       | 2.831                          | 1,0  | Lista autonomista                        | 2.831   | 1,0  | -     |
| Totale                         | Totale                                | 286.106                        |      |                                          | 286.106 |      | 30    |

- Le liste contrassegnate con le lettere A e B sono apparentate al secondo turno con il candidato presidente Cesare Bozzano.

Ballottaggio
| Candidati | Candidati                    | Voti    | %      |
| --------- | ---------------------------- | ------- | ------ |
|           | Silvio Beretta ✔️ Presidente | 119.980 | 51,9   |
|           | Cesare Bozzano               | 111.403 | 48,1   |
| Totale    | Totale                       | 231.383 | 100,00 |

Fonti: Risultati I turno Risultati II turno

### Provincia di Gorizia
| Candidati                            | Candidati                                | Voti                           | %    | Liste        | Voti   | %    | Seggi |
| ------------------------------------ | ---------------------------------------- | ------------------------------ | ---- | ------------ | ------ | ---- | ----- |
|                                      | Giorgio Brandolin Accede al ballottaggio | 35.012                         | 44,9 | L'Ulivo      | 24.500 | 31,4 | 10    |
| Partito della Rifondazione Comunista | Giorgio Brandolin Accede al ballottaggio | 35.012                         | 44,9 | 10.512       | 13,5   | 4    |       |
|                                      | Antonio Devetag Accede al ballottaggio   | 30.923                         | 39,6 | Forza Italia | 12.901 | 16,5 | 3     |
| Alleanza Nazionale                   | Antonio Devetag Accede al ballottaggio   | 30.923                         | 39,6 | 10.304       | 13,2   | 2    |       |
| Cristiani Democratici Uniti          | Antonio Devetag Accede al ballottaggio   | 30.923                         | 39,6 | 5.631        | 7,2    | 1    |       |
| Centro Cristiano Democratico         | Antonio Devetag Accede al ballottaggio   | 30.923                         | 39,6 | 2.087        | 2,7    | -    |       |
| Seggio al candidato presidente       | Seggio al candidato presidente           | Seggio al candidato presidente | 39,6 | 1            |        |      |       |
|                                      | Monica Marcolini                         | 12.107                         | 15,5 | Lega Nord    | 12.107 | 15,5 | 3     |
| Totale                               | Totale                                   | 78.042                         |      |              | 78.042 |      | 24    |

Ballottaggio
| Candidati | Candidati                       | Voti   | %      |
| --------- | ------------------------------- | ------ | ------ |
|           | Giorgio Brandolin ✔️ Presidente | 42.054 | 56,3   |
|           | Antonio Devetag                 | 32.676 | 43,7   |
| Totale    | Totale                          | 74.730 | 100,00 |

Fonti: Risultati I turno Risultati II turno

### Provincia di Ravenna
| Candidati                            | Candidati                        | Voti                           | %    | Liste                              | Voti    | %    | Seggi |
| ------------------------------------ | -------------------------------- | ------------------------------ | ---- | ---------------------------------- | ------- | ---- | ----- |
|                                      | Gabriele Albonetti ✔️ Presidente | 148.207                        | 65,8 | Partito Democratico della Sinistra | 92.308  | 41,0 | 14    |
| Partito della Rifondazione Comunista | Gabriele Albonetti ✔️ Presidente | 148.207                        | 65,8 | 25.886                             | 11,5    | 3    |       |
| Partito Popolare Italiano            | Gabriele Albonetti ✔️ Presidente | 148.207                        | 65,8 | 13.984                             | 6,2     | 2    |       |
| Partito Repubblicano Italiano        | Gabriele Albonetti ✔️ Presidente | 148.207                        | 65,8 | 13.026                             | 5,8     | 2    |       |
| Socialisti Italiani                  | Gabriele Albonetti ✔️ Presidente | 148.207                        | 65,8 | 3.003                              | 1,3     | -    |       |
|                                      | Mario Maldini                    | 32.348                         | 14,3 | Forza Italia                       | 32.348  | 14,3 | 4     |
|                                      | Francesco Villa                  | 28.333                         | 12,6 | Alleanza Nazionale                 | 19.097  | 8,5  | 2     |
| CCD - CDU                            | Francesco Villa                  | 28.333                         | 12,6 | 9.236                              | 4,1     | 1    |       |
| Seggio al candidato presidente       | Seggio al candidato presidente   | Seggio al candidato presidente | 12,6 | 1                                  |         |      |       |
|                                      | Guglielmo Zauli                  | 9.626                          | 4,3  | Lega Nord                          | 9.626   | 4,3  | 1     |
|                                      | Natale Belosi                    | 6.738                          | 3,0  | Federazione dei Verdi              | 6.738   | 3,0  | -     |
| Totale                               | Totale                           |                                |      |                                    | 225.252 |      | 30    |

Fonte: Risultati

### Provincia di Lucca
| Candidati                            | Candidati                                  | Voti                           | %    | Liste                                                   | Voti    | %    | Seggi |
| ------------------------------------ | ------------------------------------------ | ------------------------------ | ---- | ------------------------------------------------------- | ------- | ---- | ----- |
|                                      | Guido Moutier Accede al ballottaggio       | 89.200                         | 46,5 | Forza Italia - CCD - CDU                                | 45.625  | 23,8 | 6     |
| Alleanza Nazionale                   | Guido Moutier Accede al ballottaggio       | 89.200                         | 46,5 | 43.575                                                  | 22,7    | 5    |       |
| Seggio al candidato presidente       | Seggio al candidato presidente             | Seggio al candidato presidente | 46,5 | 1                                                       |         |      |       |
|                                      | Andrea Tagliasacchi Accede al ballottaggio | 89.053                         | 46,4 | L'Ulivo                                                 | 55.870  | 29,1 | 11    |
| Partito della Rifondazione Comunista | Andrea Tagliasacchi Accede al ballottaggio | 89.053                         | 46,4 | 33.183                                                  | 17,3    | 6    |       |
|                                      | Maria Abate Puccinelli                     | 6.946                          | 3,6  | Ambiente e Futuro (Verdi, Laburisti, Liste civiche) (A) | 6.946   | 3,6  | 1     |
|                                      | Norberto Eraldo Catelani                   | 6.721                          | 3,5  | Lega Nord                                               | 6.721   | 3,5  | -     |
| Totale                               | Totale                                     | 191.920                        |      |                                                         | 191.920 |      | 30    |

- La lista contrassegnata con la lettera A è apparentata al secondo turno con il candidato presidente Andrea Tagliasacchi.

Ballottaggio
| Candidati | Candidati                         | Voti    | %      |
| --------- | --------------------------------- | ------- | ------ |
|           | Andrea Tagliasacchi ✔️ Presidente | 94.491  | 50,8   |
|           | Guido Moutier                     | 91.487  | 49,2   |
| Totale    | Totale                            | 185.978 | 100,00 |

Fonti: Risultati I turno Risultati II turno

### Provincia di Viterbo
| Candidati                                               | Candidati                            | Voti                           | %    | Liste                                    | Voti    | %    | Seggi |
| ------------------------------------------------------- | ------------------------------------ | ------------------------------ | ---- | ---------------------------------------- | ------- | ---- | ----- |
|                                                         | Giulio Marini Accede al ballottaggio | 82.885                         | 46,7 | Alleanza Nazionale                       | 36.091  | 20,3 | 6     |
| Forza Italia                                            | Giulio Marini Accede al ballottaggio | 82.885                         | 46,7 | 19.966                                   | 11,2    | 3    |       |
| Cristiani Democratici Uniti                             | Giulio Marini Accede al ballottaggio | 82.885                         | 46,7 | 15.654                                   | 8,8     | 3    |       |
| Centro Cristiano Democratico                            | Giulio Marini Accede al ballottaggio | 82.885                         | 46,7 | 11.174                                   | 6,3     | 2    |       |
|                                                         | Ugo Nardini Accede al ballottaggio   | 62.833                         | 35,4 | Partito Democratico della Sinistra       | 41.939  | 23,6 | 5     |
| Partito Popolare Italiano - Rinnovamento Italiano - PRI | Ugo Nardini Accede al ballottaggio   | 62.833                         | 35,4 | 18.432                                   | 10,4    | 2    |       |
| Federazione dei Verdi                                   | Ugo Nardini Accede al ballottaggio   | 62.833                         | 35,4 | 2.462                                    | 1,4     | -    |       |
| Seggio al candidato presidente                          | Seggio al candidato presidente       | Seggio al candidato presidente | 35,4 | 1                                        |         |      |       |
|                                                         | Marcello Giovannini                  | 16.736                         | 9,4  | Partito della Rifondazione Comunista (A) | 16.736  | 9,4  | 2     |
|                                                         | Camillo Fiaschetti                   | 6.698                          | 3,8  | Socialisti Italiani (B)                  | 6.698   | 3,8  | -     |
|                                                         | Rosa Manfredi                        | 4.372                          | 2,4  | Movimento Sociale Fiamma Tricolore       | 4.372   | 2,5  | -     |
|                                                         | Giuseppe Lazzarini                   | 2.513                          | 1,4  | Movimento Autonomo per la Tuscia         | 2.513   | 1,4  | -     |
|                                                         | Giuseppe Sini                        | 1.562                          | 0,9  | La Rete                                  | 1.562   | 0,9  | -     |
| Totale                                                  | Totale                               | 177.599                        |      |                                          | 177.599 |      | 24    |

- Le liste contrassegnate con le lettere A e B sono apparentate al secondo turno con il candidato presidente Ugo Nardini.

Ballottaggio
| Candidati | Candidati                   | Voti    | %      |
| --------- | --------------------------- | ------- | ------ |
|           | Giulio Marini ✔️ Presidente | 85.549  | 52,0   |
|           | Ugo Nardini                 | 78.998  | 48,0   |
| Totale    | Totale                      | 164.547 | 100,00 |

Fonti: Risultati I turno Risultati II turno

## Elezioni provinciali del 16 novembre

### Provincia di Como
| Candidati                                                 | Candidati                                  | Voti                           | %    | Liste                               | Voti    | %    | Seggi |
| --------------------------------------------------------- | ------------------------------------------ | ------------------------------ | ---- | ----------------------------------- | ------- | ---- | ----- |
|                                                           | Armando Selva Accede al ballottaggio       | 93.541                         | 33,1 | Lega Nord                           | 93.541  | 33,1 | 18    |
|                                                           | Pierluigi Tagliabue Accede al ballottaggio | 86.967                         | 30,7 | Forza Italia - CCD - CDU            | 60.055  | 21,2 | 4     |
| Alleanza Nazionale                                        | Pierluigi Tagliabue Accede al ballottaggio | 86.967                         | 30,7 | 26.912                              | 9,5     | 1    |       |
| Seggio al candidato presidente                            | Seggio al candidato presidente             | Seggio al candidato presidente | 30,7 | 1                                   |         |      |       |
|                                                           | Giovanni Orsenigo                          | 85.058                         | 30,1 | Lista di centro-sinistra            | 37.121  | 13,1 | 2     |
| Partito Popolare Italiano - Rinnovamento Italiano - Verdi | Giovanni Orsenigo                          | 85.058                         | 30,1 | 26.169                              | 9,3     | 2    |       |
| Partito della Rifondazione Comunista                      | Giovanni Orsenigo                          | 85.058                         | 30,1 | 21.768                              | 7,7     | 1    |       |
| Seggio al candidato presidente                            | Seggio al candidato presidente             | Seggio al candidato presidente | 30,1 | 1                                   |         |      |       |
|                                                           | Franco Giorcelli                           | 9.796                          | 3,5  | Lista autonomista                   | 9.796   | 3,5  | -     |
|                                                           | Paolo Ceruti                               | 7.464                          | 2,6  | Socialisti Italiani Uniti (SI - PS) | 7.464   | 2,6  | -     |
| Totale                                                    | Totale                                     | 282.826                        |      |                                     | 282.826 |      | 30    |

Ballottaggio
| Candidati | Candidati                   | Voti    | %      |
| --------- | --------------------------- | ------- | ------ |
|           | Armando Selva ✔️ Presidente | 103.348 | 53,1   |
|           | Pierluigi Tagliabue         | 91.440  | 46,9   |
| Totale    | Totale                      | 194.788 | 100,00 |

Fonti: Risultati I turno Risultati II turno

### Provincia di Varese
| Candidati                                           | Candidati                                | Voti                           | %    | Liste                              | Voti    | %    | Seggi |
| --------------------------------------------------- | ---------------------------------------- | ------------------------------ | ---- | ---------------------------------- | ------- | ---- | ----- |
|                                                     | Massimo Ferrario Accede al ballottaggio  | 171.511                        | 38,1 | Lega Nord                          | 171.511 | 38,1 | 22    |
|                                                     | Graziano Maffioli Accede al ballottaggio | 139.494                        | 30,9 | Forza Italia                       | 79.092  | 17,5 | 4     |
| Alleanza Nazionale                                  | Graziano Maffioli Accede al ballottaggio | 139.494                        | 30,9 | 35.344                             | 7,8     | 1    |       |
| CCD - CDU                                           | Graziano Maffioli Accede al ballottaggio | 139.494                        | 30,9 | 25.058                             | 5,6     | 1    |       |
| Seggio al candidato presidente                      | Seggio al candidato presidente           | Seggio al candidato presidente | 30,9 | 1                                  |         |      |       |
|                                                     | Sergio Caramella                         | 128.253                        | 28,5 | Partito Democratico della Sinistra | 62.204  | 13,8 | 3     |
| Partito della Rifondazione Comunista                | Sergio Caramella                         | 128.253                        | 28,5 | 32.786                             | 7,3     | 2    |       |
| Partito Popolare Italiano                           | Sergio Caramella                         | 128.253                        | 28,5 | 26.870                             | 6,0     | 1    |       |
| Partito Repubblicano Italiano - Socialisti Italiani | Sergio Caramella                         | 128.253                        | 28,5 | 6.393                              | 1,4     | -    |       |
| Seggio al candidato presidente                      | Seggio al candidato presidente           | Seggio al candidato presidente | 28,5 | 1                                  |         |      |       |
|                                                     | Oreste Zanutto                           | 11.410                         | 2,5  | Verdi alternativi                  | 11.410  | 2,5  | -     |
| Totale                                              | Totale                                   | 450.668                        |      |                                    | 450.668 |      | 36    |

Ballottaggio
| Candidati | Candidati                      | Voti    | %      |
| --------- | ------------------------------ | ------- | ------ |
|           | Massimo Ferrario ✔️ Presidente | 169.818 | 56,4   |
|           | Graziano Maffioli              | 131.381 | 43,6   |
| Totale    | Totale                         | 301.199 | 100,00 |

Fonti: Risultati I turno Risultati II turno

### Provincia di Vicenza
| Candidati                                  | Candidati                               | Voti                           | %    | Liste                                    | Voti    | %    | Seggi |
| ------------------------------------------ | --------------------------------------- | ------------------------------ | ---- | ---------------------------------------- | ------- | ---- | ----- |
|                                            | Manuela Dal Lago Accede al ballottaggio | 180.259                        | 41,4 | Lega Nord                                | 180.259 | 41,4 | 22    |
|                                            | Giuseppe Doppio Accede al ballottaggio  | 108.611                        | 24,9 | Patto per il Vicentino - Veneto Autonomo | 108.611 | 24,9 | 6     |
|                                            | Giuseppe Castaman                       | 96.124                         | 22,1 | Alleanza Nazionale                       | 36.766  | 8,5  | 2     |
| Centro Veneto Federato (FI - CDU)          | Giuseppe Castaman                       | 96.124                         | 22,1 | 35.696                                   | 8,2     | 2    |       |
| Centro Cristiano Democratico - Patto Segni | Giuseppe Castaman                       | 96.124                         | 22,1 | 23.662                                   | 5,4     | 1    |       |
| Seggio al candidato presidente             | Seggio al candidato presidente          | Seggio al candidato presidente | 22,1 | 1                                        |         |      |       |
|                                            | Luciano Ceretta                         | 26.212                         | 6,0  | Partito della Rifondazione Comunista     | 26.212  | 6,0  | 1     |
|                                            | Luigino Chemello                        | 20.064                         | 4,6  | NordEst Federalismo Veneto               | 20.064  | 4,6  | 1     |
|                                            | Enzo Trentin                            | 4.313                          | 1,0  | Unione                                   | 4.313   | 1,0  | -     |
| Totale                                     | Totale                                  | 435.583                        |      |                                          | 435.583 |      | 36    |

Ballottaggio
| Candidati | Candidati                      | Voti    | %      |
| --------- | ------------------------------ | ------- | ------ |
|           | Manuela Dal Lago ✔️ Presidente | 211.461 | 62,3   |
|           | Giuseppe Doppio                | 127.778 | 37,7   |
| Totale    | Totale                         | 339.239 | 100,00 |

Fonti: Risultati I turno Risultati II turno

### Provincia di Genova
| Candidati                                  | Candidati                                   | Voti                           | %    | Liste                                    | Voti    | %    | Seggi |
| ------------------------------------------ | ------------------------------------------- | ------------------------------ | ---- | ---------------------------------------- | ------- | ---- | ----- |
|                                            | Marta Vincenzi Accede al ballottaggio       | 217.470                        | 46,7 | Partito Democratico della Sinistra       | 141.400 | 30,3 | 13    |
| Partito Popolare Italiano                  | Marta Vincenzi Accede al ballottaggio       | 217.470                        | 46,7 | 30.331                                   | 6,5     | 2    |       |
| Rinnovamento Italiano                      | Marta Vincenzi Accede al ballottaggio       | 217.470                        | 46,7 | 19.696                                   | 4,2     | 1    |       |
| Federazione dei Verdi                      | Marta Vincenzi Accede al ballottaggio       | 217.470                        | 46,7 | 15.264                                   | 3,3     | 1    |       |
| Partito Repubblicano Italiano - Socialisti | Marta Vincenzi Accede al ballottaggio       | 217.470                        | 46,7 | 10.779                                   | 2,3     | 1    |       |
|                                            | Gian Nicola Amoretti Accede al ballottaggio | 140.521                        | 30,1 | Forza Italia                             | 72.734  | 15,6 | 5     |
| Alleanza Nazionale                         | Gian Nicola Amoretti Accede al ballottaggio | 140.521                        | 30,1 | 49.181                                   | 10,6    | 3    |       |
| CCD - CDU                                  | Gian Nicola Amoretti Accede al ballottaggio | 140.521                        | 30,1 | 18.606                                   | 4,0     | 1    |       |
| Seggio al candidato presidente             | Seggio al candidato presidente              | Seggio al candidato presidente | 30,1 | 1                                        |         |      |       |
|                                            | Giovanni Duglio                             | 45.236                         | 9,7  | Partito della Rifondazione Comunista (A) | 45.236  | 9,7  | 4     |
|                                            | Natale Gatto                                | 34.163                         | 7,3  | Lega Nord                                | 34.163  | 7,3  | 2     |
|                                            | Marco Fallabrini                            | 28.867                         | 6,2  | Genova Nuova                             | 28.867  | 6,2  | 2     |
| Totale                                     | Totale                                      | 466.257                        |      |                                          | 466.257 |      | 36    |

- La lista contrassegnata con la lettera A è apparentata al secondo turno con il candidato presidente Marta Vincenzi.

Ballottaggio
| Candidati | Candidati                    | Voti    | %      |
| --------- | ---------------------------- | ------- | ------ |
|           | Marta Vincenzi ✔️ Presidente | 258.983 | 62,2   |
|           | Gian Nicola Amoretti         | 157.496 | 37,8   |
| Totale    | Totale                       | 416.479 | 100,00 |

Fonti: Risultati I turno Risultati II turno

### Provincia della Spezia
| Candidati                                 | Candidati                        | Voti    | %    | Liste                                                    | Voti    | %    | Seggi |
| ----------------------------------------- | -------------------------------- | ------- | ---- | -------------------------------------------------------- | ------- | ---- | ----- |
|                                           | Giuseppe Ricciardi ✔️ Presidente | 72.033  | 62,2 | Partito Democratico della Sinistra                       | 35.705  | 30,8 | 9     |
| Partito della Rifondazione Comunista      | Giuseppe Ricciardi ✔️ Presidente | 72.033  | 62,2 | 15.544                                                   | 13,4    | 4    |       |
| Partito Popolare Italiano                 | Giuseppe Ricciardi ✔️ Presidente | 72.033  | 62,2 | 11.907                                                   | 10,3    | 3    |       |
| Socialisti                                | Giuseppe Ricciardi ✔️ Presidente | 72.033  | 62,2 | 5.465                                                    | 4,7     | 1    |       |
| Rinnovamento Italiano - Unione Pensionati | Giuseppe Ricciardi ✔️ Presidente | 72.033  | 62,2 | 3.412                                                    | 2,9     | -    |       |
|                                           | Carlo Colliva                    | 19.114  | 16,5 | Forza Italia - Cristiani Democratici Uniti - Patto Segni | 19.114  | 16,5 | 4     |
|                                           | Aldo De Luca                     | 14.479  | 12,5 | Alleanza Nazionale                                       | 14.479  | 12,5 | 3     |
|                                           | Giuseppe Impallomeni             | 3.779   | 3,3  | Centro Cristiano Democratico                             | 2.096   | 1,8  | -     |
| Lavorando per La Spezia                   | Giuseppe Impallomeni             | 3.779   | 3,3  | 1.683                                                    | 1,5     | -    |       |
|                                           | Nicola Giusteschi Conti          | 3.325   | 2,9  | Città del Sole                                           | 3.325   | 2,9  | -     |
|                                           | Alessandro Ricco                 | 1.940   | 1,7  | Movimento Sociale Fiamma Tricolore                       | 1.940   | 1,7  | -     |
|                                           | Pier Vittorio Gatti              | 1.097   | 0,9  | Indipendenti per la Nuova Provincia                      | 1.097   | 1,0  | -     |
| Totale                                    | Totale                           | 115.767 |      |                                                          | 115.767 |      | 24    |

Fonte: Risultati